# Dirk Bostelmann
Dirk Bostelmann (* 1952 in Hamburg) ist ein deutscher Kommunalpolitiker (CDU) und ehemaliger hauptamtlicher Samtgemeindebürgermeister der Samtgemeinde Tostedt.

## Leben
Dirk Bostelmann wurde in Hamburg geboren und wuchs in Todtglüsingen auf. Von 1962 bis 1971 besuchte er das Ratsgymnasium in Rotenburg (Wümme). Er studierte Volkswirtschaft, Wirtschaftsgeschichte und Germanistik in Hamburg. Ende der 1970er Jahre gründete er die Dirk Bostelmann KG, die in der Landwirtschaft tätig ist.
Dirk Bostelmann gehört seit 1981 dem Gemeinderat und seit 1986 dem Gesamtgemeinderat an. Er wurde am 10. September 2006 mit 55,6 % der gültigen Stimmen für die Dauer von acht Jahren zum Samtgemeindebürgermeister der Samtgemeinde Tostedt gewählt. Er setzte sich mit dieser Mehrheit der Stimmen gegen seinen Mitbewerber durch.
Dirk Bostelmann war vom 1. November 2006 bis zum 31. Oktober 2014 hauptamtlicher Samtgemeindebürgermeister der Samtgemeinde Tostedt. Sein Nachfolger ist Peter Dörsam.